# Штефан Амбросіус
Штефан Кофі Амбросіус (нім. Stephan Kofi Ambrosius, нар. 18 грудня 1998, Гамбург, Німеччина) — німецький футболіст ганського походження, захисник клубу «Гамбург».
На правах оренди грає у клубі «Карлсруе».

## Ігрова кар'єра

### Клубна
Штефан Амбросіус народився у місті Гамбург у родині вихідців із Гани. Є вихованцем місцевого футболу. Починав грати у молодіжних командах клубів зі свого рідного міста «Санкт-Паулі» та «Гамбург».
З 2017 року Амбросіус почав виступати за другий склад «Гамбурга». Його дебют га професійному рівні відбувся у березні 2018 року, коли футболіст вийшов на поле у матчі Бундесліги проти «Штутгарта». За результатами того сезону «Гамбург» вилетів до Другої Бундесліги але Амбросіус залишився в команді і згодом зайняв постійне місце в основі.
Влітку 2022 року футболіст відбув на річну оренду до клубу «Карлсруе».

### Збірна
У 2021 році Штефан Амбросіус у складі молодіжної збірної Німеччини брав участь у молодіжній першості Європи у Словенії та Угорщині, де команда Німеччини здобула перемогу. Хоча сам Амбросіус залишався запасним і на поле не виходив.
Влітку 2022 року голова Федерації футболу Гани оголосив, що Штефан Амбросіус та ще кілька футболістів офіційно прийняли запрошення федерації Гани до виступів за національну збірну Гани.

## Титули
Німеччина (U-21)
 Чемпіон Європи: 2021